# Wilhelm Krüger (Komponist)
Wilhelm Krüger (* 1820 in Stuttgart; † 18. Juni 1883 ebenda) war ein deutscher Komponist und württembergischer Hofpianist.

## Leben
Wilhelm Krüger, Sohn des Flötisten und Kgl. Württembergischen Kammermusikus Gottlieb Krüger, trat als Pianist und Komponist gehobener Salonmusik hervor. Krüger wurde zum Württembergischen Hofpianisten ernannt und war später Professor am Stuttgarter Konservatorium. Von 1845 bis 1870 wirkte er in Paris, unter anderem als Liedbegleiter. 1847 gastierte er gemeinsam mit seinem Vater bei einem Konzert in Wien. Konzerte gab er auch im Gewandhaus Leipzig.
Krüger, der als Pianist für sein Instrument eine „hervorragende künstlerische Stellung“ in Paris einnahm, komponierte zahlreiche Klavierwerke, unter anderem ein Klavierkonzert in G-Dur, eine Klaviersonate in C-Dur, sowie Salonpiecen, unter anderem La gazelle, La harpe eolinne und Chanson du gondolier. Eine zeitgenössische Kritik würdigte Krüger als „technisch sehr tüchtigen Virtuosen“, sein Spiel sei aber jedenfalls „mehr exact als genial“.
Krüger wird mit Einträgen vom Januar und Februar 1842 im Haushaltstagebuch von Clara Schumann und den Ehetagebüchern von Clara Schumann und Robert Schumann erwähnt. Einige Musikhandschriften und Briefdokumente Krügers befinden sich im Bestand der Württembergischen Landesbibliothek. Krüger war Mitglied der Stuttgarter Freimaurerloge Wilhelm zur aufgehenden Sonne.

## Werke
- Die Loreley. Deutsche Volksweise von Silcher. Fantasie für das Pianoforte componirt und Herrn Professor [Ludwig] Gantter freundschaftlich zugeeignet von W.[ilhem] Krüger. Op. 47. Stuttgart Ed. Ebner K.[önigliche] Hofmusikalienhandlung. [1867].